# Schmerzhafte Muttergottes (Schwabmünchen)

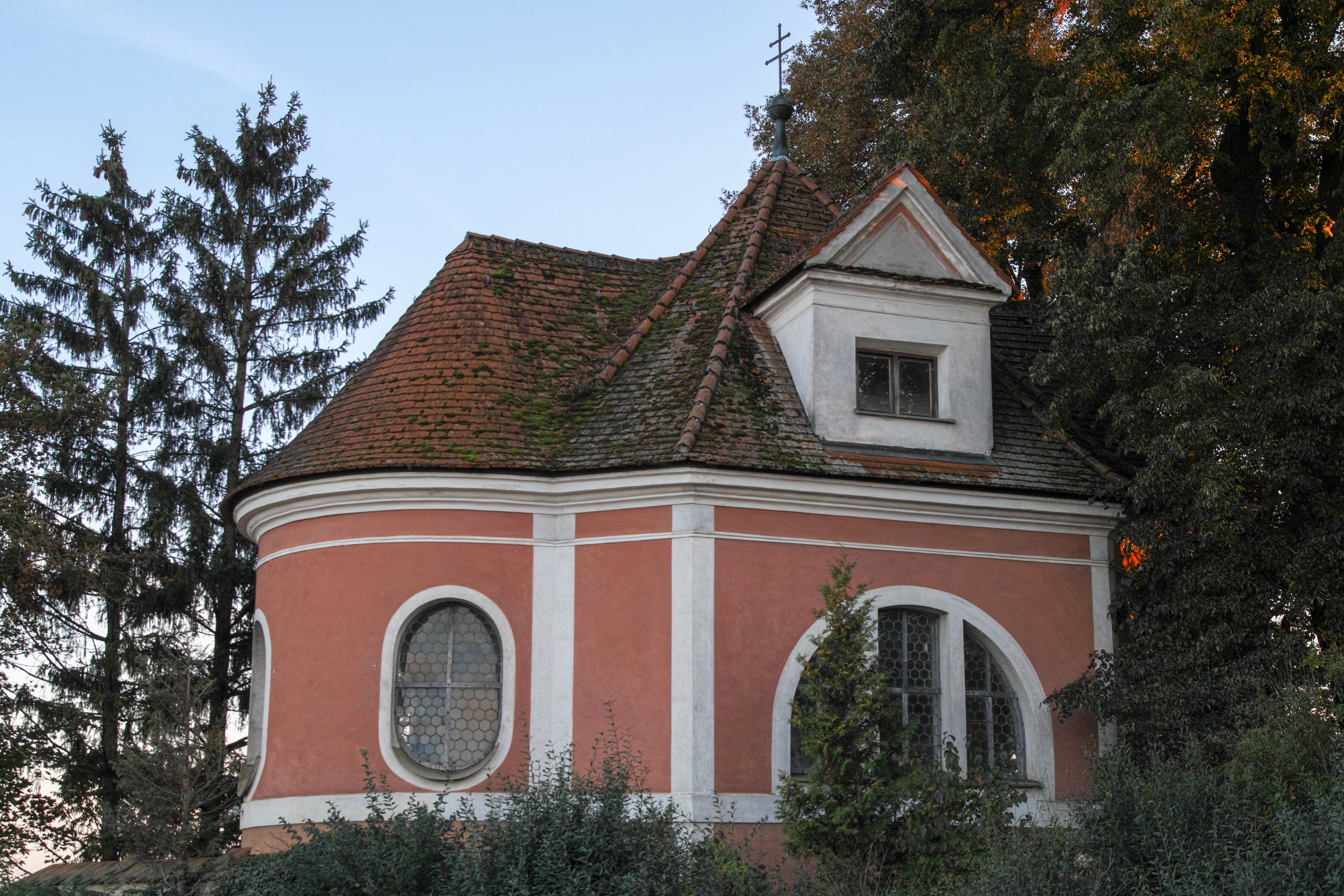
Schmerzhafte Muttergottes in Schwabmünchen

Die römisch-katholische Kapelle Schmerzhafte Muttergottes steht in Schwabmünchen im schwäbischen Landkreis Augsburg von Bayern. Das Bauwerk ist  in der Liste der Baudenkmäler in Schwabmünchen als Baudenkmal unter der Nr. D-7-72-200-28 eingetragen.

## Beschreibung
Die Zentralbau wurde 1739 nach einem Entwurf von Franz Xaver Kleinhans erbaut. Er besteht aus einem quadratischen Langhaus, an das im Westen der halbrund geschlossene Chor angebaut ist. Im Osten befindet sich ein gleichartiges Vestibül. 
Der Innenraum des Langhauses ist mit einer Hängekuppel überspannt, die der Anbauten mit Stichkappengewölben. Die Fresken im Innenraum werden Johann Heel zugeschrieben. Die Kirchenausstattung stammt aus der Erbauungszeit. Auf dem Altarretabel befindet sich eine lebensgroße keramische Pietà, die im frühen 18. Jahrhundert entstanden ist.